# Велика рівнина та Північ
Велика рівнина та Північ (угор. Alföld és Észak) — статистичний (NUTS 1) регіон Угорщини. Охоплює регіони (NUTS 2) Північна Угорщина, Північний Великий Альфельд та Південний Великий Альфельд.